# 大花荚蒾
大花荚蒾（学名：Viburnum grandiflorum）为五福花科荚蒾属的植物。分布于锡金、克什米尔、不丹、尼泊尔以及中国大陆的西藏等地，生长于海拔2,800米至4,300米的地区，常生于林中，目前尚未由人工引种栽培。